# New Year
«New Year»  es una canción del grupo británico Sugababes, lanzada como el segundo sencillo de su álbum de estudio debut One Touch (2000).Fue escrita por Siobhán Donaghy, Mutya Buena y Keisha Buchanan en colaboración con Cameron McVey, Jony Lipsey, Felix Howard y Matt Rowe, y producida por McVey, Lipsey y Paul Simm. 
"New Year" es una balada pop y R&B con influencias del soul y el rock alternativo. Cuenta con instrumentación acústica y la letra describe la experiencia de romper el día de Navidad.
Para promocionar "New Year", un video musical fue dirigido por Alex Hamming y filmado en Londres, Inglaterra. Durante el video, el grupo canta frente a un fondo blanco, mientras que los gráficos por computadora como nieve, letras y mariposas aparecen por todas partes.
Llegó al puesto número 12 en Escocia y en la lista UK Singles Chart de Reino Unido.

## Posicionamiento en listas
| Lista (2000)                           | Máxima posición |
| -------------------------------------- | --------------- |
| Escocia (Scottish Singles Sales Chart) | 12              |
| Europa (Eurochart Hot 100)             | 49              |
| Irlanda (IRMA)                         | 25              |
| Reino Unido (Official Charts Company)  | 12              |

## Otras versiones
La canción fue versionada por la banda galesa de indie pop The Darling Buds y lanzada como sencillo digital por Oddbox Records el 15 de diciembre de 2018.